# Карраскоса
Карраскоса (исп. Carrascosa) — муниципалитет в Испании, входит в провинцию Куэнка, в составе автономного сообщества Кастилия — Ла-Манча. Занимает площадь 71,47 км². Население — 116 человек (на 2007 год).

## Население
| Год  | Численность | Численность |
| ---- | ----------- | ----------- |
| 2023 | 440         | [ 1 ]       |